# Сомалійська писемність

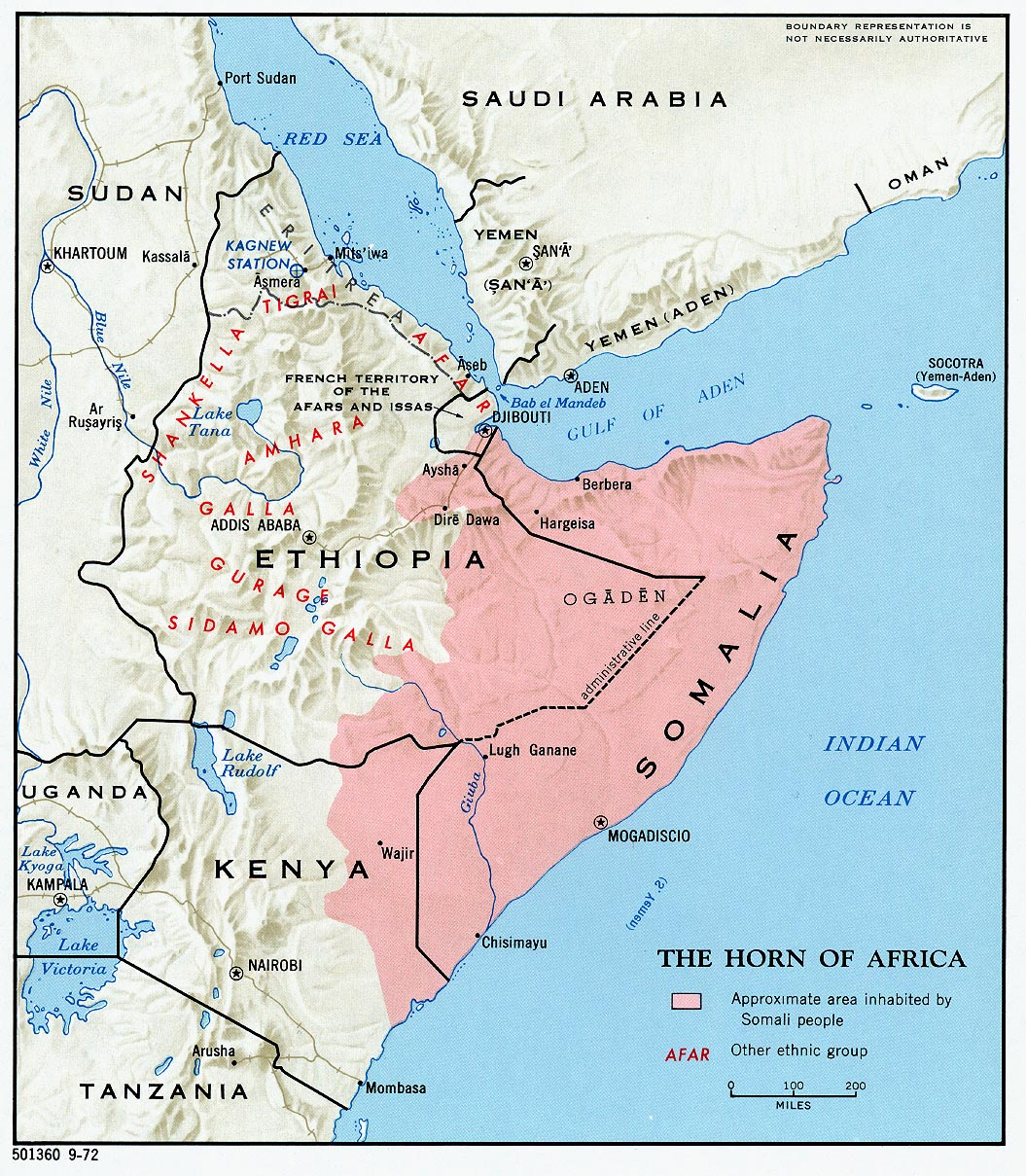
Поширення сомалійської мови (Сомалі, Ефіопія, Кенія, Джибуті)

Сомалійська писемність — писемність сомалійської мови. Сомалійська мова записувалась спочатку арабським письмом, потім — латинським, яке зараз є офіційним в Сомалі та в ефіопському  регіоні Сомалі.

## Латинська сомалійська абетка
Сомалійська арабська абетка була розроблена сомалійським лінгвістом Шіре Джама Ахмедом (сомалійська: Shire Jaamac Axmed). Саме його проєкт абетки обрав у 1972 році Сомалійський Мовний Комітет.
| '   | B b | T t | J j | X x | KH kh | D d | R r | S s      | SH sh    | DH dh    | C c      | G g      | F f      |
| --- | --- | --- | --- | --- | ----- | --- | --- | -------- | -------- | -------- | -------- | -------- | -------- |
| /ʔ/ | /b/ | /t/ | /ʧ/ | /ħ/ | /χ/   | /d/ | /r/ | /s/      | /ʃ/      | /ɖ/      | /ʕ/      | /g/      | /f/      |
| Q q | K k | L l | M m | N n | W w   | H h | Y y | A a      | E e      | I i      | O o      | U u      | U u      |
| /q/ | /k/ | /l/ | /m/ | /n/ | /w/   | /h/ | /j/ | /ɑ/, /æ/ | /ɛ/, /e/ | /ɪ/, /i/ | /ɔ/, /ɞ/ | /u/, /ʉ/ | /u/, /ʉ/ |

- Довгі голосні на письмі позначались подвоєнням відповідних букв для голосних: aa /ɑ:/, /æ:/; ee /ɛ:/, /e:/; ii /ɪ:/, /i:/; oo /ɔ:/, /ɞ:/; uu /u:/, /ʉ:/.
- Не розрізняються задні та передні голосні: /ɑ/ та /æ/; /ɛ/ та /e/; /ɪ/ та /i/; /ɔ/ та /ɞ/; /u/ та /ʉ/.
- Дифтонги передаються поєднанням відповідної букви для голосної з буквою y чи w: ay [æi], [ɑɪ]; aay [æːi], [ɑːɪ]; aw [æʉ], [ɑu]; aaw [æːʉ], [ɑːu]; ey [ei], [ɛɪ]; eey [eːi], [ɛːɪ]; oy [ɞi], [ɔɪ]; ooy [ɞːi], [ɔːɪ]; ow [ɞʉ], [ɔu]; oow [ɞːʉ], [ɔːu].

## Вадад (wadaad) (арабська сомалійська абетка)
Арабська абетка для сомалійської мови використовувалась приблизно з 13 століття. Арабською абеткою користувалися вадади (сомлалійська: wadaad — грамотна релігійна людина з деяким знанням арабської). Це письмо використовувалося у торгівлі, у особистому листуванні та ін. і складалося з ламаної арабської та сомалійських слів. У 1954 році Мусе Хачі Ісмаіл Ґалал (сомалійська: Muuse Xaaji Ismaaciil Galaal) стандартизував арабську сомалійську абетку, та ввів в неї букви для довгих та коротких голосних. Реформована арабська сомалійська азбука повністю дублює латинську сомалійську абетку.
| Сомалійське латинське | МФА        | Сомалійське арабське |
| --------------------- | ---------- | -------------------- |
| i                     | [i], [ɪ]   | ى‎                    |
| e                     | [e], [ɛ]   | ئ‎                    |
| a                     | [æ], [ɑ]   | ا‎                    |
| o                     | [ɞ], [ɔ]   | ؤ‎                    |
| u                     | [ʉ], [u]   | و‎                    |
| ii                    | [i:], [ɪ:] | ىٓ‎                    |
| ee                    | [e:], [ɛ:] | أى‎                   |
| aa                    | [æ:], [ɑ:] | آ‎                    |
| oo                    | [ɞ:], [ɔ:] | أو‎                   |
| uu                    | [ʉ:], [u:] | وٓ‎                    |

| Сомалійське латинське | МФА | Сомалійське арабське |
| --------------------- | --- | -------------------- |
| b                     | [b] | ب‎                    |
| d                     | [d] | د‎                    |
| t                     | [t] | ت‎                    |
| dh                    | [ɖ] | ط‎                    |
| g                     | [g] | غ‎                    |
| k                     | [k] | ك‎                    |
| q                     | [q] | ق‎                    |
| '                     | [ʔ] | ء‎                    |
| f                     | [f] | ف‎                    |
| s                     | [s] | س‎                    |
| sh                    | [ʃ] | ش‎                    |

| Сомалійське латинське | МФА | Сомалійське арабське |
| --------------------- | --- | -------------------- |
| kh                    | [χ] | خ‎                    |
| c                     | [ʕ] | ع‎                    |
| x                     | [ħ] | ح‎                    |
| h                     | [h] | ه‎                    |
| j                     | [ʧ] | ج‎                    |
| m                     | [m] | م‎                    |
| n                     | [n] | ن‎                    |
| r                     | [r] | ر‎                    |
| l                     | [l] | ل‎                    |
| w                     | [w] | و‎                    |
| у                     | [j] | ي‎                    |

## Додаткові джерела і посилання
- Thomas Labahn, "Sprache und Staat: Sprachpolitik in Somalia". (нім.)